# مرا به آرامی بکش (فیلم)
مرا به آرامی بکش (به انگلیسی: Killing Me Softly) فیلمی محصول سال ۲۰۰۲ و به کارگردانی چن کایگه است. در این فیلم بازیگرانی همچون هدر گراهام، جوزف فاینز، ناتاشا مک‌الهون، اولریش تامسن، ایان هارت، جیسون هیوز، کیکا مارکهام و یاسمین بنرمن ایفای نقش کرده‌اند.